# Eurostopodus
Az Eurostopodus a madarak osztályának a lappantyúalakúak (Caprimulgiformes) rendjébe és a lappantyúfélék (Caprimulgidae) családjába tartozó nem.

## Rendszerezésük
A nemet John Gould írta le 1838-ban, az alábbi 7 faj tartozik ide:
- árgus lappantyú (Eurostopodus argus)
- bajszos lappantyú (Eurostopodus mystacalis)
- Salamon-szigeteki füleslappantyú (Eurostopodus nigripennis)
- új-kaledóniai füleslappantyú (Eurostopodus exul)
- ördöglappantyú (Eurostopodus diabolicus)
- pápua lappantyú (Eurostopodus papuensis)
- Archbold-lappantyú (Eurostopodus archboldi)

## Előfordulásuk
A nembe tartozó fajok szétszórtan, Ausztrália, Új-Guinea, a Salamon-szigetek és Új-Kaledónia területén honosak. Természetes élőhelyeik a szubtrópusi vagy trópusi erdők, füves puszták és cserjések.

## Megjelenésük
Testhossza 25–37 centiméter közötti.

## Életmódjuk
Valószínűleg rovarokra táplálkoznak.